# Fúlvio Márcio Fontoura
Fúlvio Márcio Fontoura foi um político brasileiro do estado de Minas Gerais, com atuação política no Triângulo Mineiro. Foi deputado estadual de Minas Gerais durante a 9ª legislatura (1979 - 1983), pela ARENA.